# Amt Haßfurt
Das Amt Haßfurt (auch Amt Hassfurt) war ein Amt des Hochstifts Würzburg.

## Geschichte
Haßfurt wurde 1230 erstmals schriftlich erwähnt, als der Würzburger Fürstbischof Hermann I. von Lobdeburg sein Gebiet nach Osten hin gegen den Bamberger Fürstbischof Siegfried II. von Eppstein sichern wollte. Der Ort wurde befestigt, zur Stadt erhoben und Würzburg konzentrierte hier die Verwaltung seiner Rechte in der Region, darunter das Zentgericht. Durch die Gründung des Klosters Kreuztal Marburghausen, die Gründung von Unterhohenried 1250, der Erwerb einer Hube in Sylbach vom Kloster Theres und der Erwerb von Prappach 1290 rundeten den Besitz um Haßfurt ab. Im Rahmen der Territorialisierung entstand daraus das Amt Haßfurt.
Das Amt Haßfurt wurde mehrfach verpfändet. 1340 verpfändete Würzburg die Zentgerechtigkeit an das Kloster Ebrach, 1365 wurde das Amt an Gerlach von Hohenlohe verpfändet. Diese Verpfändungen führten auch dazu, dass die Stadt Haßfurt ihre Rechte zu Lasten der Landesherrschaft erweitern konnte. So wurde 1368 das Stadtgericht eingerichtet.
Unter Rudolf II. von Scherenberg wurde ein Amtsverzeichnis angelegt. Das Amt Haßfurt bestand danach aus der Stadt Haßfurt und den Orten Krum, Wülflingen, Obereuerheim, Untereuerheim, Untertheres, Hainert, Sechsthal, Prappach, Augsfeld, Gädheim und Humprechtshausen. Viele Orte waren aber von Rechten Dritter durchsetzt. In der Folgezeit erwarb Würzburg weitere Rechte und Gefälle hinzu. Um 1600 bestand das Amt aus der Stadt Haßfurt und den Orten Altershausen, Augsfeld, Gädheim, Holzhausen, Humprechtshausen, Kleinmünster, Kleinsteinach, Knetzgau, Krum, Mechenried, Oberschwappach, Ottendorf, Prappach, Römershofen, Sechsthal, Sylbach und Westheim.
Das Amt Zeil lag wie ein Keil zwischen den Würzburger Ämtern Haßfurt und Eltmann. Entsprechen kam es zwischen beiden Hochstiften zu Konflikten um verschiedene Rechte, die in mehreren Verträgen bereinigt wurden. Der Vertrag zu Zeil vom 31. August/7. September 1587 regelte so z. B. die Centgrenze zwischen der Cent Zeil und der Cent Haßfurt. In einer Reihe von folgenden Verträgen konnte sich Würzburg ehemals bambergischen Besitz für das Amt Haßfurt sichern. Auch von Sachsen wurden wesentliche Rechte erworben.
Im Dreißigjährigen Krieg stand das Amt 1631 bis 1634 unter schwedischer bzw. sachsen-weimarischer Regierung. Organisatorisch wurde das Hochstift in Hauptmannschaften eingeteilt. Die Hauptmannschaft Mainberg bestand aus den Ämtern Mainberg, Haßfurt, Ebenhausen und Werneck, der Vogtei Bodenlauben und dem Amt Theres.
Die Statistik des Hochstiftes Würzburg von 1699 nennt 741 Untertanen in einer Stadt und 21 Dörfern (von denen nur 4 allein würzburgisch waren, die anderen waren ganerbisch). Als jährliche Einnahmen des Hochstiftes aus dem Amt wurden abgeführt: Schatzung: 105 Reichstaler, Akzise und Ungeld: 609 fl und Rauchpfund: 764 Pfund.
Die Konsolidierung des Amtsgebietes durch den Erwerb von meist ritterschaftlichen Rechten und Gefällen setzte sich die Mitte des 18. Jahrhunderts fort. 1731 gehörten die Stadt Haßfurt und die Orte Altershausen, Augsfeld, Göttheim, Holzhausen, Humprechtshausen, Kleinmünster, Kleinsteinach, Knetzgau, Krum, Mechenried, Oberhohenried, Oberschwappach, Ottendorf, Prappach, Remershofen, Sylbach, Uchenhofen, Unterhohenried, Westheim und Wülflingen zum Amt. Das Amtsgebiet blieb danach bis zum Ende des HRR konstant.

## Das Zentgericht
Würzburg verfügte über das Zentgericht Haßfurt. Hierzu gehörten die Amtsorte. Ende des 16. Jahrhunderts ging auch die Hohe Gerichtsbarkeit des Amtes Theres auf die Haßfurter Zent über. 1666 vereinbarten die Freiherren von Beek, dass das Zentgericht Haßfurt auch für Wonfurt zuständig sein solle. 1698 erwarb Würzburg von Sachsen-Hildburghausen deren Hälfte der Zent in Unterhohenried und Mechenried.
Das Zentgericht wurde zunächst auf dem Centplatz gehalten. Dieser lag zwischen Dr. Albert-Haus, Oberer Mühle und Evangelischer Kirche. Später wurde der Marktplatz genutzt. Die Stadt selbst verfügte gemäß einem Privileg von Fürstbischof Johann von Brunn aus dem Jahr 1432 über ihr eigenes Hochgericht für alle Strafen außer Leibes- und Todesstrafe. Dieses Gericht trat jeden Dienstag im Rathaus zusammen. Der Pranger befand sich am vergitterten Narrenhaus am oberen Tor. Die Richtstätte befand sich ursprünglich auf der "Radstatt", die nicht zu lokalisieren ist. Später befand sich der Galgen in der Flurabteilung "Galgen". Als Flurnamen weisen "Galgenfeld", etwa 1200 Meter östlich vom Marktplatz und "Galgenanger" etwa 1000 Meter östlich vom Marktplatz darauf hin.

## Auflösung
Nach dem Übergang an Pfalz-Bayern 1802 wurde das Amt aufgelöst und die Orte dem neu eingerichteten Landgericht Haßfurt nachgeordnet.

## Persönlichkeiten

### Amtmänner
- Lunz Fuchs von Haßfurt (1368)
- Wilhelm von Bibra (1503, 1511, 1513) (Sohn Wilhelm von Bibra)
- Hans von Giech (1516)
- Heinz Truchseß (1517)
- Philipp Truchseß (1522)